# Super Mario Bros. Wonder
Super Mario Bros. Wonder (スーパーマリオブラザーズワンダー?, Sūpā Mario Burazāzu Wandā) è un videogioco a piattaforme della serie Super Mario sviluppato e pubblicato da Nintendo per Nintendo Switch. È stato distribuito in tutto il mondo il 20 ottobre 2023. È il primo videogioco a scorrimento laterale tradizionale di Super Mario dai tempi di New Super Mario Bros. U (2012).

## Trama
Mario, Luigi, la Principessa Peach, la Principessa Daisy e un gruppo di Toad e Yoshi vengono invitati nel vicino Regno dei Fiori dal suo sovrano, il Principe Florian, per assistere alla dimostrazione di un Fiore Meraviglia, un tesoro del Regno dei Fiori presente anche in altre forme che può distorcere la realtà. Bowser interrompe la cerimonia e si impadronisce del Fiore Meraviglia, usando il suo potere per fondersi con il castello del Principe Florian, trasformandosi in una gigantesca fortezza volante e imprigionando i Poplin, i cittadini del Regno dei Fiori. Mario si offre di aiutare il principe Florian a sconfiggere Bowser e a riportare l'ordine nel regno, seguito dai suoi amici. Il principe Florian accompagna il gruppo, indossando spille che migliorano le capacità di quest'ultimo. Mentre Mario, il principe Florian e il gruppo lavorano per raccogliere i Semi meraviglia e salvare i Poplin catturati, si accorgono che raccogliendo sei Semi supremi, essi garantiranno l'accesso al Castello di Bowser, poiché ognuno di essi distrugge una delle sei Nuvole Piranha, nate anch'esse dal fiore meraviglia, che proteggono il castello di Bowser.
Dopo aver liberato le varie regioni del Regno dei Fiori dal controllo di Bowser Jr. e aver rimosso le difese di Bowser, Mario e i suoi amici affrontano Bowser sul suo castello volante, dove rivela il suo piano di usare il potere dei Fiori Meraviglia per schiavizzare l'universo con il ritmo. Il gruppo sconfigge Bowser e riporta il Regno dei Fiori alla normalità, con Bowser, Bowser Jr. e Kamek in fuga.

## Modalità di gioco

Super Mario Bros. Wonder presenta un level design dinamico, con oggetti di livello interattivi che possono muoversi o alterare il comportamento all'interno del gameplay.

Super Mario Bros. Wonder è un videogioco a piattaforme a scorrimento laterale. Usando uno degli otto personaggi giocanti (Mario, Luigi, la principessa Peach, la principessa Daisy, Toad, Toadette, Ruboniglio e Yoshi) il giocatore completa i livelli in tutto il Regno dei Fiori con l'aiuto dei suoi abitanti parlanti simili a fiori. Similmente ai precedenti giochi di Super Mario, il giocatore guida il proprio personaggio fino alla fine del livello evitando nemici (come Goomba e piante Piranha) e attraversando Warp Pipe. Ogni livello contiene dei collezionabili "semi meraviglia".A differenza degli altri titoli in 2D della saga in questo non vi è la presenza del timer nei livelli dando quindi molta più libertà al giocatore.
Nuovi power-up includono un frutto che permette al giocatore di trasformarsi in un elefante, un fiore che permette al giocatore di creare bolle che catturano i nemici, un fungo che dà al giocatore un cappello-trivella, e il fiore meraviglia, che innesca bizzarri effetti come tubi che prendono vita, orde di nemici che appaiono dal nulla e l'aspetto e le abilità del personaggio alterate.
Una nuova funzionalità consente ai giocatori di equipaggiare spille, che vengono sbloccate durante il gioco e offrono diversi vantaggi al giocatore. Sono divise in tre diverse categorie: Spille azione, che garantiscono al personaggio del giocatore un'abilità aggiuntiva, Spille potenziamento, che danno al personaggio del giocatore un'abilità passiva aggiuntiva, e Spille professionista, che garantiscono al personaggio del giocatore un'abilità avanzata. È possibile attivare una sola spilla alla volta per livello. Solitamente sono facoltative e possono essere disattivate.
Il gioco supporta il multigiocatore locale fino a quattro giocatori. Sono supportate anche alcune funzionalità di multigiocatore online. Quando si supera un livello mentre si gioca online, potrebbero essere presenti versioni traslucide fino a tre altri giocatori che giocano allo stesso livello. Quando altri giocatori online sono presenti nelle vicinanze, i giocatori sconfitti diventano fantasmi e gli viene concesso un breve periodo di tempo per rianimarsi volando verso un altro giocatore o una sagoma posizionata da un altro giocatore.

## Sviluppo e distribuzione
Lo sviluppatore e produttore veterano di Super Mario Takashi Tezuka ritorna come produttore di Wonder. Shiro Mouri, che in precedenza ha diretto New Super Mario Bros. U Deluxe, ritorna come regista. Lo sviluppo di Wonder è iniziato nel 2019 dopo il rilascio di Deluxe, e al team di sviluppo non è stata data una scadenza per produrre un prototipo, il che ha comportato tempo aggiuntivo per sviluppare idee di gioco.
Durante la pianificazione iniziale di Wonder, Mouri desiderava ricreare il senso di "segreti e mistero" che era presente nell'originale Super Mario Bros. per un pubblico moderno. L'attenzione è stata posta sull'aggiornamento dell'idea tradizionale di trasportare Mario in diverse aree del livello utilizzando i Warp Pipe, viticci o altri mezzi. Tezuka invece suggerì l'idea del Fiore Meraviglia, che altera drasticamente il livello attuale. Affinché tutti i livelli del gioco implementassero questo oggetto in modo univoco, al team di sviluppo sono state richieste fino a 2000 idee per gli effetti Meraviglia. I migliori sono stati implementati nel gioco finale. Il 25 ottobre 2023 è stato pubblicato l'undicesimo episodio (diviso in 4 capitoli) di "Chiedi allo sviluppatore" in cui i creatori raccontano lo sviluppo del gioco.
Super Mario Bros. Wonder è stato annunciato durante una presentazione Nintendo Direct del 21 giugno 2023. La sua distribuzione è avvenuta il 20 ottobre 2023. È il primo videogioco a scorrimento laterale tradizionale di Super Mario dai tempi di New Super Mario Bros. U (2012).
Il 31 agosto 2023 si è tenuto uno speciale Nintendo Direct di 15 minuti che mostrava il gioco in anteprima.

## Accoglienza
| Testata                              | Giudizio                                         |
| ------------------------------------ | ------------------------------------------------ |
| Metacritic (media al 13 agosto 2025) | 92/100                                           |
| OpenCritic (media al 13 agosto 2025) | 91/100 e 98% raccomandato dalla critica generale |
| Destructoid                          | 9/10                                             |
| Eurogamer                            | 5/5                                              |
| Everyeye.it                          | 9,2/10                                           |
| Famitsū                              | 36/40                                            |
| Nintendo Life                        | 9/10                                             |
| IGN Italia                           | 9,5/10                                           |

Super Mario Bros. Wonder ha ricevuto il "plauso universale" su Metacritic, con una valutazione di 92/100. Su OpenCritic, invece, il 98% della critica ha consigliato il videogioco, con un punteggio di 91 su 100. La rivista Famitsū gli ha dato un voto basato su quattro critiche di 36 su 40. La critica ha ampiamente elogiato il gameplay, sottolineando le innovazioni creative e la varietà apportate.
Vendite
Il gioco ha venduto 4,3 milioni di unità nelle prime due settimane di lancio, un record di vendite per la serie di Super Mario. Al 31 marzo 2024, il gioco ha venduto 13,44 milioni di unità, mentre a Marzo 2025 il titolo ha venduto in totale 16,03 milioni di unità.